# Hæstiréttur

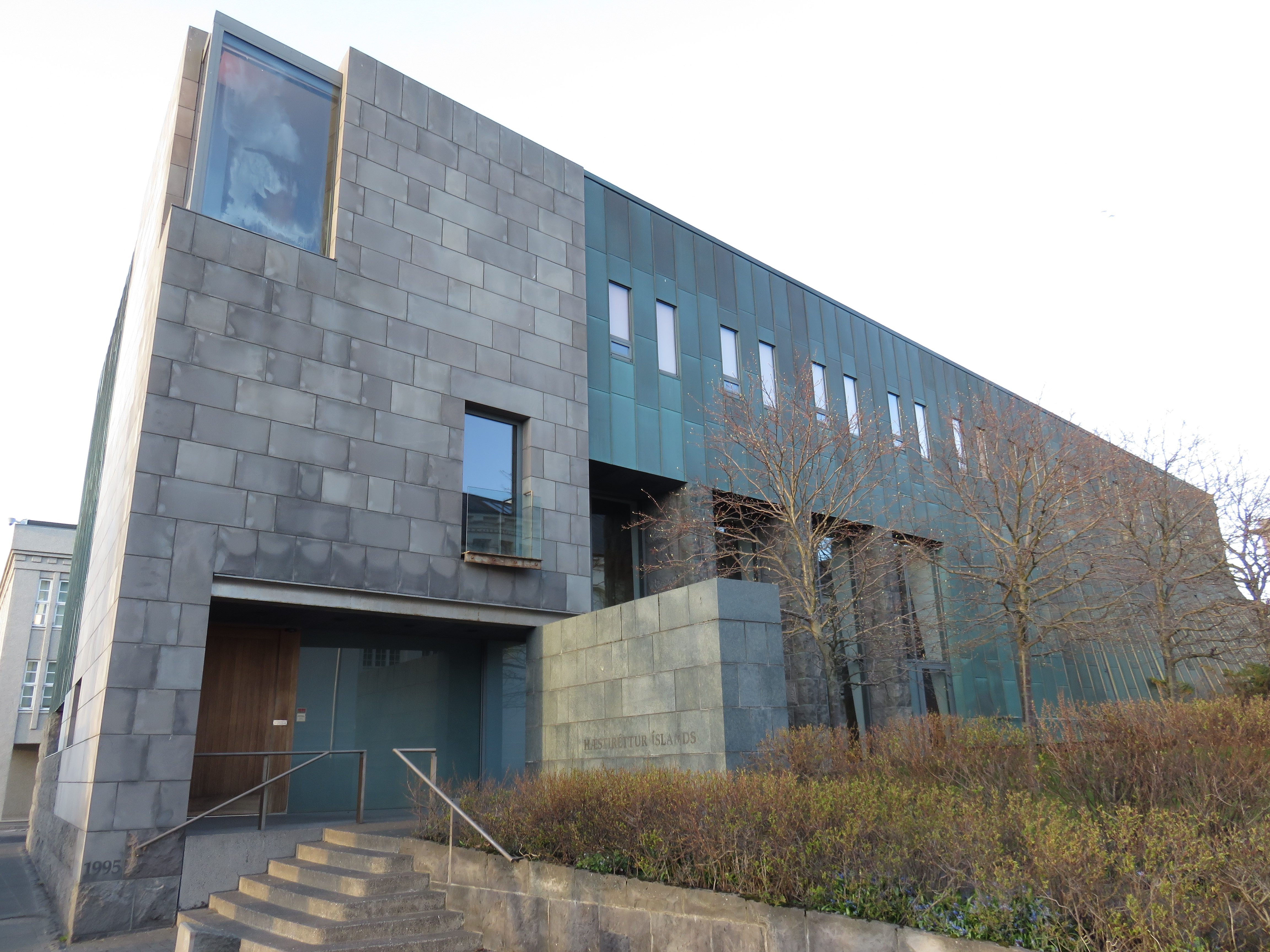
Hæstiréttur im Jahr 2018

Der Hæstiréttur ist das oberste Gericht Islands mit Sitz in Reykjavík.
Sitz des Gerichts ist seit 1996 an der Adresse Lindargata 2 in Reykjavík. Das Gericht wurde 1920 im Zuge der Unabhängigkeit von Dänemark errichtet und trat an die Stelle des Højesteret in Kopenhagen.
Der Hæstiréttur gehört neben den Bezirksgerichten und dem Appellationsgericht Landsréttur zur seit 2018 dreistufig ausgebildeten isländischen Judikative. Daneben kann für die Ahndung von Amtsverletzungen amtierender oder abgelöster isländischer Regierungsmitglieder der Sondergerichtshof Landsdómur einberufen werden.